# CSKA Pamir Dushanbe
El Centralnyi Sportivnyi Klub Armyi Pamir Dushanbe (en tayiko: Клуби марказии варзишии Артиши Помир Душанбе, Club Deportivo Central del Ejército Pamir de Dushanbe) es un club de fútbol de la ciudad de Dushanbe en Tayikistán, fundado en 1950. El club disputa sus partidos como local en el Republicano Central y sus colores tradicionales son el rojo y blanco. Actualmente milita en la Liga de fútbol de Tayikistán, la liga de fútbol más importante del país.
El CSKA Pamir es el único equipo del fútbol tayiko que llegó a participar en la Soviet Top Liga, la primera división de la antigua Unión Soviética, en la que jugó tres temporadas (1989, 1990 y 1991). Como en el resto de equipos ex soviéticos con nombre CSKA, el club tiene vínculos con el ejército. El CSKA Pamir cuenta con dos títulos de liga tayika y una copa.

## Historia
Fue fundado en el año 1950 en la capital Dushanbe por el ejército de Tayikistán, como sus rivales del CSKA Dushanbe. Fue el único equipo de Tayikistán en participar en la Primera División de la Unión Soviética, incluso jugó las últimas 3 temporadas de la misma hasta la desaparición de la Unión Soviética en 1991. Ha sido campeón de liga en 2 ocasiones y 1 vez campeón de copa. 
A nivel internacional ha participado en 1 torneo continental, en la Copa de Clubes de Asia 1996-97, donde fue eliminado en la Primera Ronda por el FK Neftchi Ferghana de Uzbekistán.

## Palmarés
- Liga de fútbol de Tayikistán: 2

1992, 1995
- Copa de Tayikistán: 1

1992
- Primera Liga Soviética: 1

1988

## Participación en competiciones de la AFC
| Temporada | Torneo                  | Ronda          | Club                | Casa | Visita | Global   |
| --------- | ----------------------- | -------------- | ------------------- | ---- | ------ | -------- |
| 1996/97   | Asian Club Championship | 1              | Neftchi Fergana     | 1–4  | 1–4    | 2–8      |
| 2022      | AFC Cup                 | Fase de grupos | Altyn Asyr          | 1–1  | 1–1    | 3° Lugar |
| 2022      | AFC Cup                 | Fase de grupos | Sogdiana Jizzakh    | 2–3  | 2–3    | 3° Lugar |
| 2022      | AFC Cup                 | Fase de grupos | Neftchi Kochkor-Ata | 0–0  | 0–0    | 3° Lugar |

## Jugadores

### Jugadores destacados
| - Alier Ashurmamadov - Arsen Avakov - Yuri Baturenko - Igor Cherevchenko - Khakim Fuzailov - Andrei Manannikov - Vazgen Manasyan - Sergey Mandreko - Mukhsin Mukhamadiev - Tokhirjon Muminov - Vasili Postnov - Alimzhon Rafikov - Rashid Rakhimov - Valeri Sarychev | - Oleg Shirinbekov - Georgi Takhokhov - Anatoli Volovodenko - Azamat Abduraimov - Ravshan Bozorov - Charyar Mukhadov - Alexander Frank - Gabriel Dontoh - Charles Nakuti |

## Entrenadores
La siguiente es una lista de los entrenadores del club desde 1964.
- Nikolay Potapov (1964)
- Andrei Zazroyev (1964–66)
- Vladimir Alyakrinskii (1967-68)
- Ivan Vasilevich (1968-69)
- Ahmad Alaskarov (1972)
- Ishtvan Sekech (1973–78)
- Yuri Semin (1983)
- Sharif Nazarov (1986–88), (1992–??)
- Vyacheslav Soloviev (1989-1990, asistente)
- Damir Kamaletdinov (1998–05)
- Makhmadjon Habibulloev (2012–presente)